# 巽信二
巽 信二（たつみ しんじ、1954年 - ）は、日本の法医学者。元近畿大学医学部法医学教室主任教授。詐欺容疑により懲戒解雇された。

## 経歴
大阪府生まれ。大阪府立花園高等学校、1980年近畿大学医学部卒業、同講師、助教授を経て、2007年より近畿大学医学部法医学教室主任教授。
大阪府監察医事務所監察医。大阪府・大阪市被虐待児鑑定医として多数の司法解剖を行い、2020年にはテレビ番組『奇跡体験!アンビリバボー』などにも解説者と出演した。2021年2月、警察庁長官から警察部外功労者表彰、警察協力章受章。
2021年3月末で定年退職を予定していたが、後任への引き継ぎの中で業者との不明瞭な取引が判明し、定年前日の2021年3月30日付けで懲戒解雇。同年6月9日、医療機器販売会社の元社員と共謀し、架空の領収書を偽造、医療用品の購入を装い近畿大から約1700万円をだまし取った容疑で大阪府警察刑事部捜査第二課により逮捕される。同年6月30日、総額約2100万円相当の私物を経費で購入した容疑で元社員と共に再逮捕された。7月16日には司法解剖の検査費を水増し請求して約5100万円をだまし取った容疑でも再逮捕された。
同年、7月8日、上記の逮捕・起訴を受け、「章にふさわしくない非行があった」と判断され、警察協力章が取り消された。
同年10月の初公判では、大学からの詐取は認めた一方、府警から司法解剖の検査料をだまし取ったとする起訴内容については無罪を主張した。
2022年2月10日、大阪府警より遺体解剖の検査料約200万円をだまし取ったとして、追送検される。府警は一連の捜査を終え、立件総額は大学の経費詐欺事件と合わせて計約1億円に上った。
2023年3月13日、大阪地方裁判所で公判が開かれ、検察は懲役7年を求刑した。経費をだまし取った罪については「大学が使い道を深掘りしないことをいいことに悪用した」と認める一方、司法解剖を水増し請求したとする罪については「私は全国に150人しかいない法医学者の内の1人で、これまで4000体の司法解剖をしてきた。不正などありえません」と無実を主張した。判決は同年6月14日に言い渡される予定となっている。
2023年3月15日、近畿大学による最終報告書が公表された。被害総額は1億4945万5175円に上り、そのうち7100万7487円が大阪府警察への過大請求となる。被害総額のうち4961万8017円は当人の代理人を通して弁済されている。
2023年6月14日、大阪地方裁判所により「信頼のある立場を悪用した巧妙で継続的な犯行だ」などとして、懲役5年の実刑判決が言い渡された。
2023年12月21日、大阪高等裁判所において、控訴審判決があった。裁判長は懲役5年（求刑懲役7年）とした一審大阪地裁判決を支持し、被告側控訴を棄却した。

## 著作
- 『奇妙な死体のとんでもない事情 2万人を検死した法医学者の事件ファイル』河出書房新社、2019年。

## テレビ出演
- 読売テレビ『かんさい情報ネットten.』2015年1月27日、2016年4月4日[13]
- フジテレビ『新報道2001』2017年11月5日、2017年11月19日[13]　など多数[13]